# Jakob Sengler

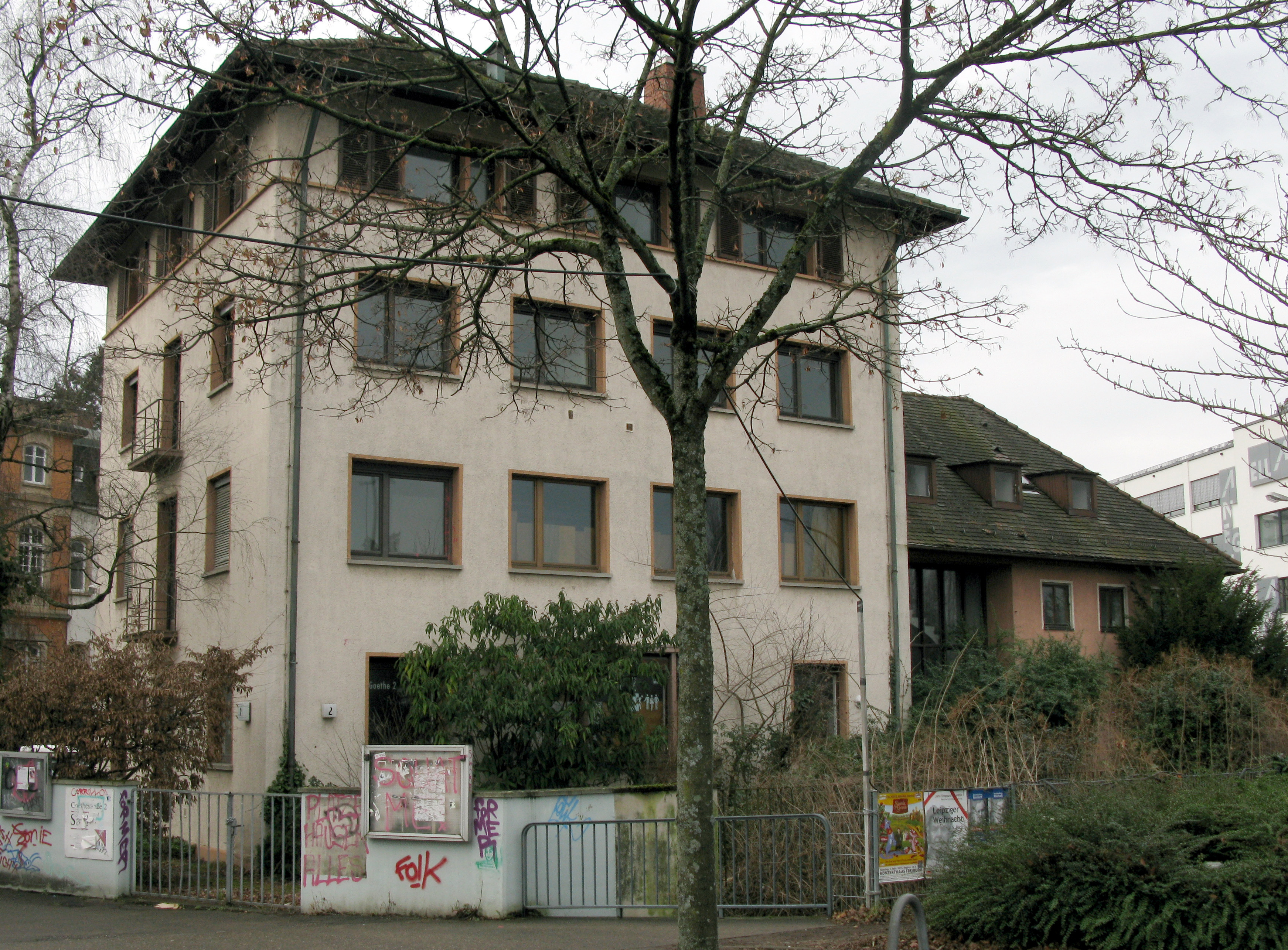
Von Jakob Sengler erbautes und bewohntes Haus in der Goethestraße 2 in Freiburg (inzwischen abgerissen)

Jakob Sengler (* 11. September 1799 in Heusenstamm; † 5. November 1878 in Freiburg im Breisgau) war ein Philosoph und katholischer Theologe.

## Leben und Wirken
Jakob S. Sengler wurde in Heusenstamm geboren und verbrachte bis zum Tod seines Vaters die ersten vier Lebensjahre in seiner Geburtsstadt. Mit seiner Mutter zog er anschließend nach Frankfurt-Sachsenhausen, wo sich diese wieder verheiratete.
Sengler besuchte in Frankfurt bis zum 12. Lebensjahr die Volksschule. Danach erlernte er das Schuhmacherhandwerk und wanderte als Geselle nach Straßburg, kehrte aber bald wieder nach Frankfurt zurück. Der örtliche Stadtpfarrer Orth erkannte Senglers Begabungen, förderte ihn nach Kräften und verschaffte dem aus einfachen Verhältnissen stammenden 18-Jährigen Zugang zum Gymnasium. Sengler erhielt nach weiteren drei Jahren das Reifezeugnis und studierte ab Herbst 1824 drei Jahre erfolgreich Theologie an der Universität Tübingen. Ab Herbst 1827 lebte er wieder in Frankfurt, erteilte Religionsunterricht, publizierte 1828 den „Plan zu einem neuen Katechismus für Schulen und Gymnasien“ und schloss im gleichen Jahr das theologische Examen in Wiesbaden ab.
Zum Ende des gleichen Jahres reiste Sengler nach München, um dort die Vorlesungen der Professoren Ast, von Baader, Görres, Schelling, Thiersch u. a. zu besuchen. In München gründete er einen theologischen Verein und sammelte Gleichgesinnte um sich. Von Juli 1830 bis Ende 1833 leitete er die Redaktion der neugegründeten Kirchenzeitung für das katholische Deutschland und veröffentlichte erste theologische Schriften. Im Frühjahr 1831 wurde Sengler zum Professor an der katholisch-theologischen Fakultät der Universität Marburg ernannt.
Im gleichen Jahr lehnte Sengler das Angebot des Limburger Bischofs Jakob Brand ab, Seminarleiter zu werden, da er nicht Geistlicher werden wollte. Im März 1832 verlieh die Philosophische Fakultät in Marburg ihm die Doktorwürde. Am 30. Dezember desselben Jahres wurde Sengler zum Professor der Philosophie ernannt.
Jakob Sengler heiratete 1833 die Tochter des Geheimen Finanzrates Johannes von Menz, mit welcher er zwei Kinder hatte.
Ab 1836 war Sengler an der Konzeption und Gründung der „Zeitschrift für Philosophie und spekulative Theologie“ beteiligt und lieferte viele redaktionelle Beiträge zu. Zum Ende 1842 wurde er Professor in Freiburg im Breisgau, wo er Vorlesungen über Philosophie hielt, bis er am 1. November 1878 auf eigenen Antrag in den Ruhestand versetzt wurde. Er verstarb nur 5 Tage später im Alter von 78 Jahren.

## Werke (Auswahl)
als Autor
- Erkenntnislehre. Mohr, Heidelberg 1858 (Bd. 1, mehr nicht erschienen).
- Gedächtnisrede auf Anselm Feuerbach. Poppen Verlag, Freiburg/B. 1853.
- Die Idee GottesMohr, Heidelberg 1945/52.

1. Historisch-kritischer Theil. 1845.
2. Die speculative Theologie. 1847.
3. Die speculative Kosmologie. 1852.

- Natur, Mensch und Gott. (unvollendet).
- Neue Erklärung von „Goethes Faust“. 1878.
- Reden über die gegenwärtige Krisis der Weltgeschichte und wie sie geworden ist. Herder, Karlsruhe 1843.
- Über das Wesen und die Bedeutung der speculativen Philosophie und Theologie in der gegenwärtigen Zeit, mit besonderer Rücksicht auf die Religionsphilosophie. Verlag Kupferberg, Mainz, 1834/37.

1. Allgemeine Einleitung in die speculative Philosophie und Theologie. 1834.
2. Specielle Einleitung in die speculative Philosophie und Theologie. 1837.

als Herausgeber
- Johann Wolfgang von Goethe: Goethes Faust. Erster und zweiter Theil. Henschel, Berlin 1873.